# Chang Peak
Der Chang Peak ist ein 2920 m hoher und verschneiter Nebengipfel des Mount Waesche in der Executive Committee Range des westantarktischen Marie-Byrd-Lands. Er ragt aus dem Nordosthang des Vulkans auf.
Der United States Geological Survey (USGS) kartierte ihn anhand eigener Vermessungen und Trimetrogon-Luftaufnahmen der United States Navy aus den Jahren von 1958 bis 1960. Das Advisory Committee on Antarctic Names benannte ihn 1962 nach Feng-Keng (Frank) Chang, Seismologe auf der Byrd-Station im Jahr 1959 und Mitglied der Mannschaft, die zwischen 1959 und 1960 das Marie-Byrd-Land zu Erkundungszwecken auf dem Landweg durchquerte.